# Втрати силових структур внаслідок російського вторгнення в Україну (серпень 2022)
У статті наведено список втрат українських військовослужбовців у російсько-українській війні, починаючи з 1 серпня 2022 року по 31 серпня 2022 року (включно).

## Список загиблих за серпень 2022 року
| Почесний громадянин міста Тернополя |

| Почесний громадянин міста Тернополя |

| Орден «За мужність» ІІІ ступеня |

| Почесний громадянин міста Тернополя |

| Почесний громадянин міста Тернополя |

| Медаль «За військову службу Україні» |

| Почесний громадянин міста Тернополя |

| Почесний громадянин міста Тернополя |

| Нагрудний знак «За військову доблесть» (Міністерство оборони України) |

| Герой України |

| Нагрудний знак «Знак пошани» (Міністерство оборони України) | Нагрудний знак «За військову доблесть» (Міністерство оборони України) | Нагрудний знак «Слава і честь» |

### Примітка
1. 16 квітня 2022 року, Президент України Володимир Зеленський під час інтерв'ю телерадіокомпанії CNN повідомив, що у війні з російськими окупантами загинуло від 2500 до 3000 українських військових[356].
2. 11 травня 2022 року, в ході спеціального брифінгу офіційних представників Сил оборони України, начальник оперативного управління штабу управління Нацгвардії України Олексій Надточий, вперше з початку війни, назвав втрати, які відомство зазнало в ході російського вторгнення в Україну. За його словами, втрати Національної гвардії України під час виконання бойових завдань склали: безповоротні втрати — 501 військовослужбовець, санітарні втрати (зазнали поранень) — 1697 військовослужбовців[357].
3. 14 липня 2022 року, в ході спеціального брифінгу, директор Департаменту організації заходів цивільного захисту ДСНС Віктор Вітовецький, вперше з початку війни, назвав втрати, які відомство зазнало в ході російського вторгнення в Україну. За його словами, втрати ДСНС під час виконання службових обов'язків склали: загиблі — 41 рятувальник, травмовані (зазнали поранень) — 131 рятувальник, полонені — 6 рятувальників[358].
4. 22 серпня 2022 року, Головнокомандувач Збройних Сил України Валерій Залужний повідомив, що в ході повномасштабної війни з Росією загинули близько 9000 українських військовослужбовців[359][360].
5. «Таблиця/Список загиблих» буде наповнюватися та корегуватися по мірі можливості за надходженням відповідної інформації, яка постійно змінюється в результаті інтенсивності бойових дій (посилання — тільки на офіційні та перевірені джерела)
6. Див. розділ «Обговорення».
7. Відомості з Указів Президента України «Про присвоєння звання Герой України», «Про відзначення державними нагородами України» доповнювати в кінці основної Таблиці, з подальшим уточненням соц.-демографічними даними загиблих Героїв і рознесенням записів за відповідними датами!

## Втрати силових структур поза умовами служби під час російського вторгнення в Україну (2022)
Лобанов Юрій Володимирович, 29.04.1973, мешканець м. Ковеля Волинська область. Учасник АТО/ООС. Військовослужбовець в/ч 9938 Луганського прикордонного загону ДПСУ. В липні 2022 року вийшов з пекла навколо міст Лисичанська, Слов'янська, Севєродонецька. Перебував в м. Ковелі з метою підлікуватися, відновитися і знову повернутися на передову. Батько загиблого старшого лейтенанта Єгора Лобанова, який героїчно загинув поблизу м. Токмак Запорізької області. Загинув 13 серпня в ДТП на Закарпатті. Похований 16 серпня в м. Ковелі.
 Кисляк Юрій Якович, 29.05.1978, мешканець м. Ковеля Волинська область. Учасник АТО/ООС. Військовослужбовець в/ч 9938 Луганського прикордонного загону ДПСУ. В липні 2022 року вийшов з пекла навколо міст Лисичанська, Слов‘янська, Севєродонецька. Перебував в м. Ковелі з метою підлікуватися, відновитися і знову повернутися на передову. Загинув 13 серпня в ДТП на Закарпатті. Похований 16 серпня в м. Ковелі.
 Наконечний Олександр Семенович, мешканець м. Кропивницького. Учасник АТО/ООС. Підполковник, начальник УСБУ в Кіровоградській області (з 16 січня 2021 року). Закінчив Національну академію СБУ. До призначення на посаду в м. Кропивницькому працював в УСБУ в Вінницькій області, у відділі контррозвідки (м. Київ), потім тривалий час - у підрозділі главку СБУ з боротьби з корупцією та організованою злочинністю. З посиланням на відомості правоохоронців, які були особисто знайомі із загиблим, загиблий з першого дня російського вторгнення в Україну працював без вихідних. 20 серпня, близько 22:25, був знайдений мертвим за місцем свого проживання в м. Кропивницькому. Кропивницька спеціалізована прокуратура у військовій та оборонній сфері внесла до Єдиного реєстру досудових розслідувань відомості за фактом загибелі начальника УСБУ в Кіровоградаській області (ч. 1 ст. 115 КК України).

## Померлі та вбиті демобілізовані учасники АТО/ООС під час російського вторгнення в Україну (2022)
Горліковський Віталій, смт Благодатне Володимирський район Волинська область. Учасник АТО в 2014–2015 роках. Військову службу проходив в зенітно-ракетному полку. Помер в результаті серцевого нападу (місце — не уточнено). Похований в смт Благодатному.